# Steckling

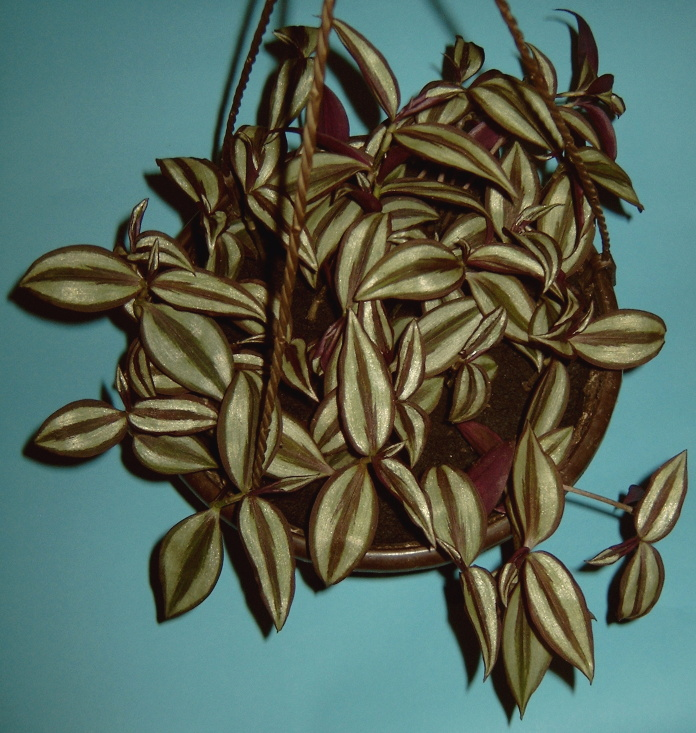
Zebrakraut (Tradescantia pendula): Kopfstecklinge in einer Blumenampel

Stecklinge (auch Stopfer, Steckreis, Steckholz oder Fechser genannt) sind Sprossteile von Pflanzen, die zwecks vegetativer Vermehrung abgeschnitten wurden. Dies unterscheidet sie vom natürlichen Trieb (Ableger). Stecklinge werden in ein Kultursubstrat gesteckt, schlagen dort eigene Wurzeln und entwickeln sich zu einer neuen, selbstständigen Pflanze. Voraussetzung für die Stecklingsvermehrung ist die Fähigkeit der Pflanze zur Bewurzelung der Sprossteile, also zur natürlichen Ablegerbildung, der Blastochorie.

## Arten des Stecklings

### Kopfsteckling

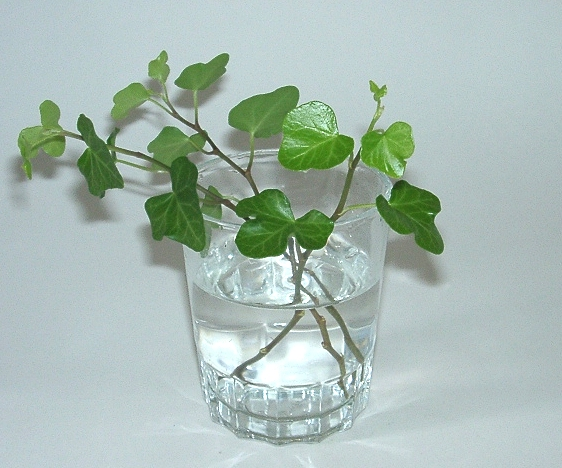
Efeu (Hedera): Kopfstecklinge

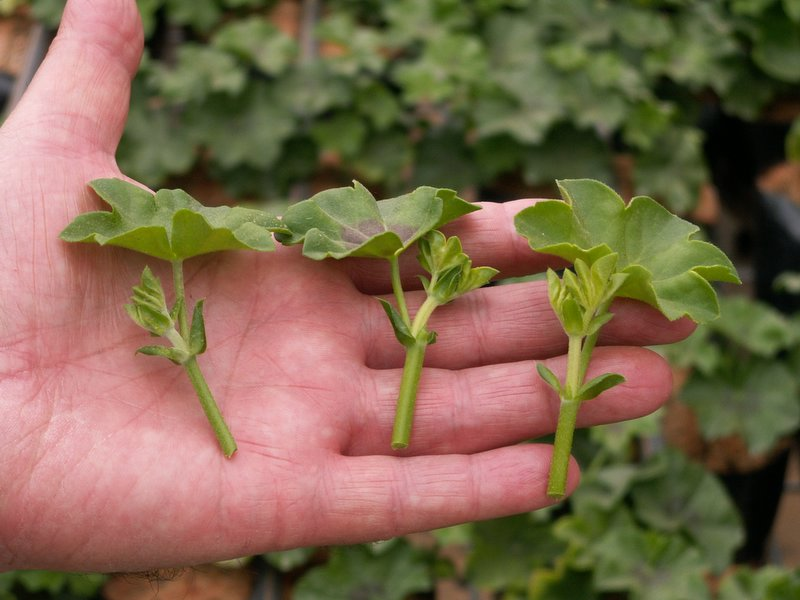
Hängepelargonie (Pelargonium peltatum-Hybride): Kopfstecklinge

Kopfstecklinge bestehen aus einer Triebspitze mit Stängel und meist auch einigen Blättern. Sie können von den meisten Pflanzen geschnitten werden, deren Triebspitzen sich am Ende oberirdischer Sprossachsen (Stängel, Stämme, Äste) befinden. Auch der Rosettensteckling, welcher von Pflanzen mit rosettenförmigem Wuchs und daher kurzen Internodien geschnitten wird, gehört zu den Kopfstecklingen. 
Kopfstecklinge wachsen leichter an als die meisten anderen Stecklingsarten und werden daher sowohl im gewerblichen Bereich als auch privat verwendet. Vor allem privat finden Kopfstecklinge Anwendung nicht nur zur Vermehrung im eigentlichen Sinn, sondern auch als Ersatz für unansehnliche oder zu groß gewordene Pflanzen. Besonders Pflanzen, die sich eher schwierig durch Stecklinge vermehren lassen, werden vorzugsweise durch Kopfstecklinge vermehrt, sofern ihr Wuchs das zulässt. Von der Mutterpflanze können so viele Kopfstecklinge geschnitten werden, wie sie Triebspitzen ausgebildet hat. 
Von den allermeisten Pflanzen können kopfständige Stecklinge geschnitten werden: hier erfolgt der Schnitt im oberirdischen Bereich der Pflanze, wobei die Schnittstelle relativ frei gewählt werden kann. Dagegen sind von Pflanzen, die einen hohlen Stängel bilden, grundständige Stecklinge zu schneiden: dabei liegt die Schnittstelle unterhalb des Übergangs zwischen Stängel und Wurzelansatz, und an jedem Steckling muss ein solches Stück Wurzelansatz vorhanden sein, das nicht hohl ist. Einige Pflanzenarten lassen sich nur durch Risslinge vermehren. Der Rissling ist ebenfalls ein Kopfsteckling mit einem kleinen Stück Wurzelansatz am unteren Ende. Risslinge und grundständige Stecklinge stellen bereits Grenzfälle zwischen Steckling und Stockteilung dar.
Geeignet für die Vermehrung durch Kopfstecklinge sind zahlreiche Topfpflanzen, Stauden und Kräuter. Geeignete Topfpflanzen sind z. B. Fuchsien, Pelargonien, Ficus- und Drachenbaumarten, Yucca, Weihnachtsstern, Begonia, Peperomien, Cissus, Chrysanthemen, Monstera- und Philodendronarten, Efeutute, Tradescantiaarten, Geldbaum sowie viele Kakteen. Vom Efeu sind sowohl die Zimmervarianten als auch die Freilandvarianten zur Vermehrung durch Kopfstecklinge geeignet.
Geeignete Stauden und Kräuter sind z. B. Sonnenröschen, Salbei, Lavendel, Thymian und Strauchbasilikum. Die Rittersporne und die Vielblättrige Lupine sind Beispiele für Stauden, die nur durch grundständige Stecklinge vermehrt werden können. Einige Steinbrech-Arten können nur durch Rosettenstecklinge vermehrt werden. Purpurglöckchen lassen sich nur durch Risslinge vermehren. Bei Stauden empfiehlt sich allgemein die Teilung des Wurzelstocks abseits der Vegetationsperiode. 

### Stammsteckling

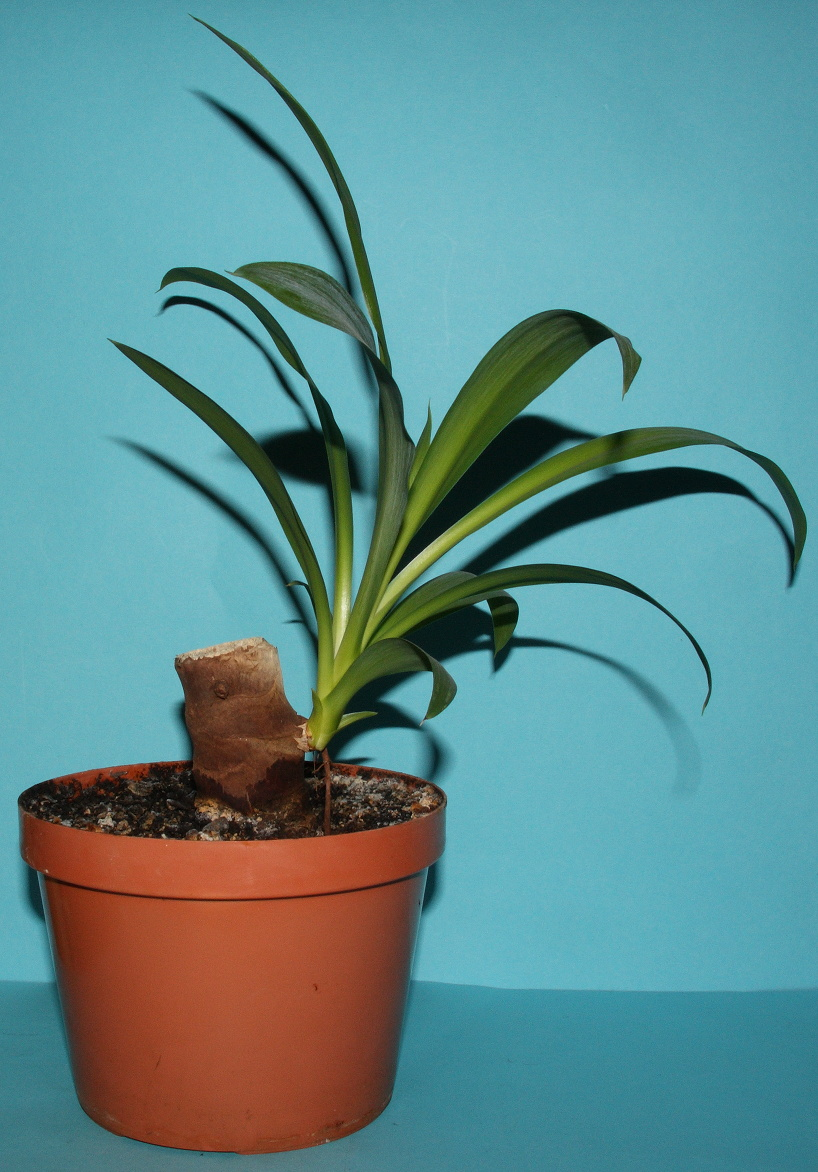
Riesen-Palmlilie (Yucca elephantipes): Stammsteckling mit Austrieb, ca. 1 Jahr nach dem Einpflanzen des Stecklings

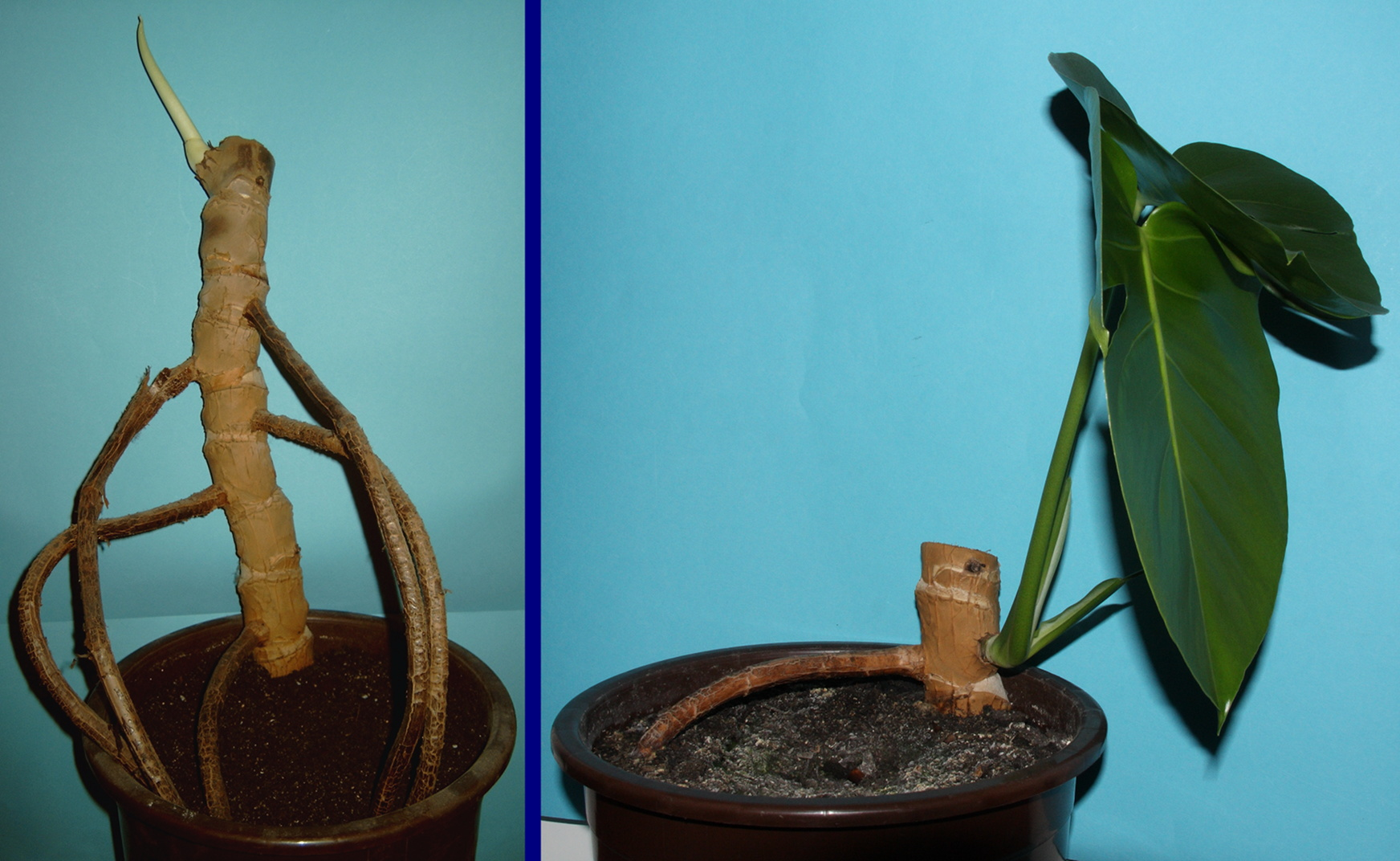
Köstliches Fensterblatt (Monstera deliciosa): Stammsteckling mit 1. Austrieb (links) und 6. Austrieb (rechts, nach Abschneiden der Austriebe 1 bis 5)

Ein Stammsteckling oder Teilsteckling besteht aus einem Stängel ohne Triebspitze mit einigen Blättern oder ohne Blätter. Stammstecklinge können von den meisten Pflanzen geschnitten werden, deren Triebspitzen sich am Ende von oberirdischen Sprossachsen (Stängel, Stämme, Äste) befinden. Im Gegensatz zu Kopfstecklingen wachsen Stammstecklinge von einigen Pflanzenarten wesentlich schlechter an, in diesen Fällen wird möglichst auf Kopfstecklinge ausgewichen. Von einer Mutterpflanze können meist wesentlich mehr Stammstecklinge als Kopfstecklinge entnommen werden. Im Extremfall wird der oberirdische Teil der Mutterpflanze komplett in Kopf- und Stammstecklinge zerschnitten, was vor allem im gewerblichen Bereich Anwendung findet, um große Stückzahlen genetisch identischer Pflanzen zu erhalten. Eine Grenzform zwischen Kopf- und Stammsteckling stellt ein Stängel ohne Triebspitze dar, der über ausgebildete Seitentriebe verfügt.
Die meisten der auch durch Kopfstecklinge vermehrbaren Topfpflanzen, Stauden und Kräuter können auch durch Stammstecklinge vermehrt werden. Nicht möglich ist dies bei Pflanzen, die nur durch grundständige Stecklinge, Risslinge oder Rosettenstecklinge vermehrt werden können. Wird das Erscheinungsbild des Stammstecklings mit seinem üblicherweise seitlichen Austrieb nicht gewünscht, wird ein Kopfsteckling bevorzugt. Einige Zimmerpflanzen, beispielsweise Drachenbaum-Arten, werden im Handel hingegen fast nur sichtbar aus Stammstecklingen gezogen angeboten.

### Blattsteckling

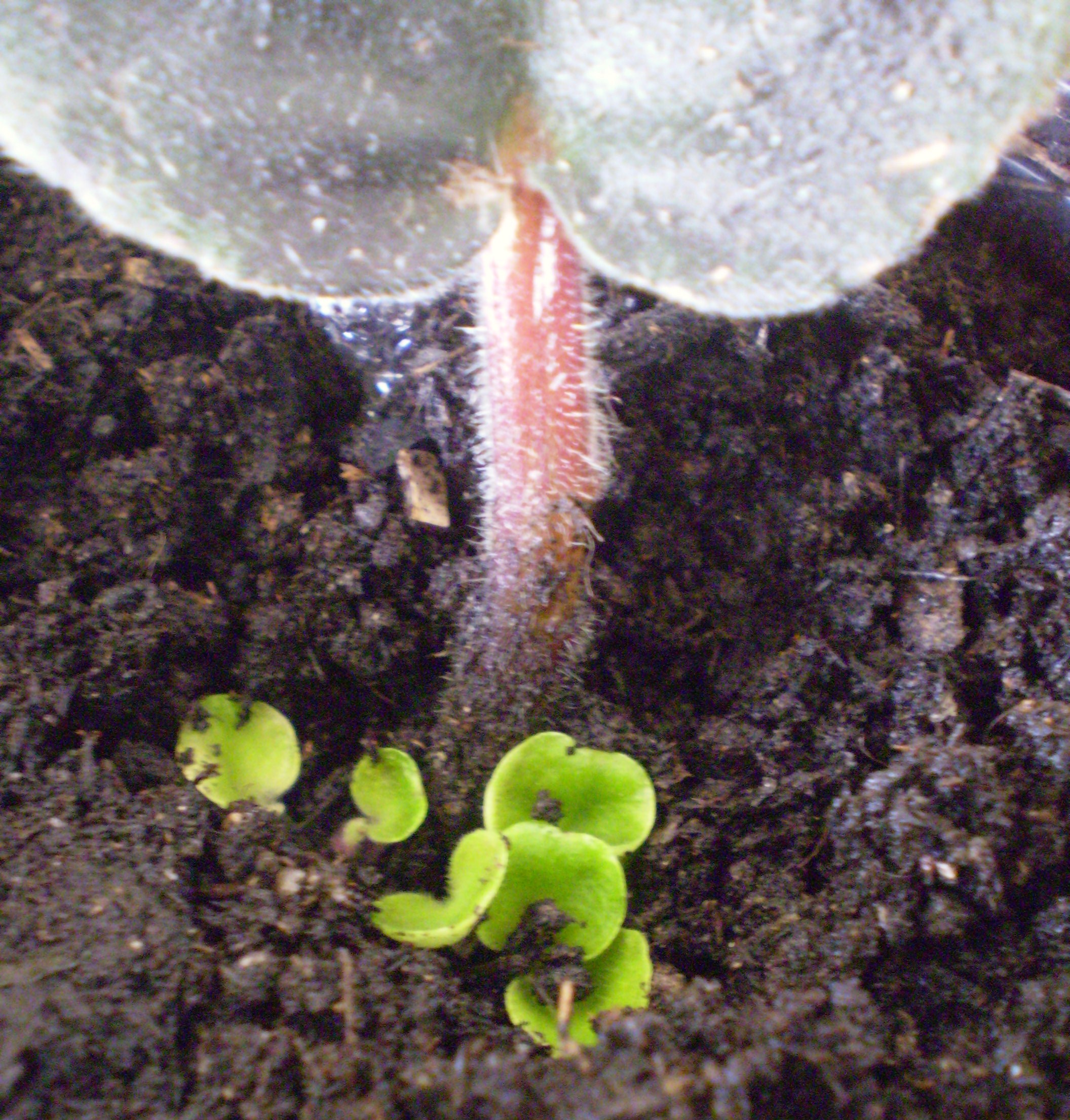
Usambaraveilchen (Saintpaulia ionantha-Hybride): Blattsteckling mit frischen Austrieben

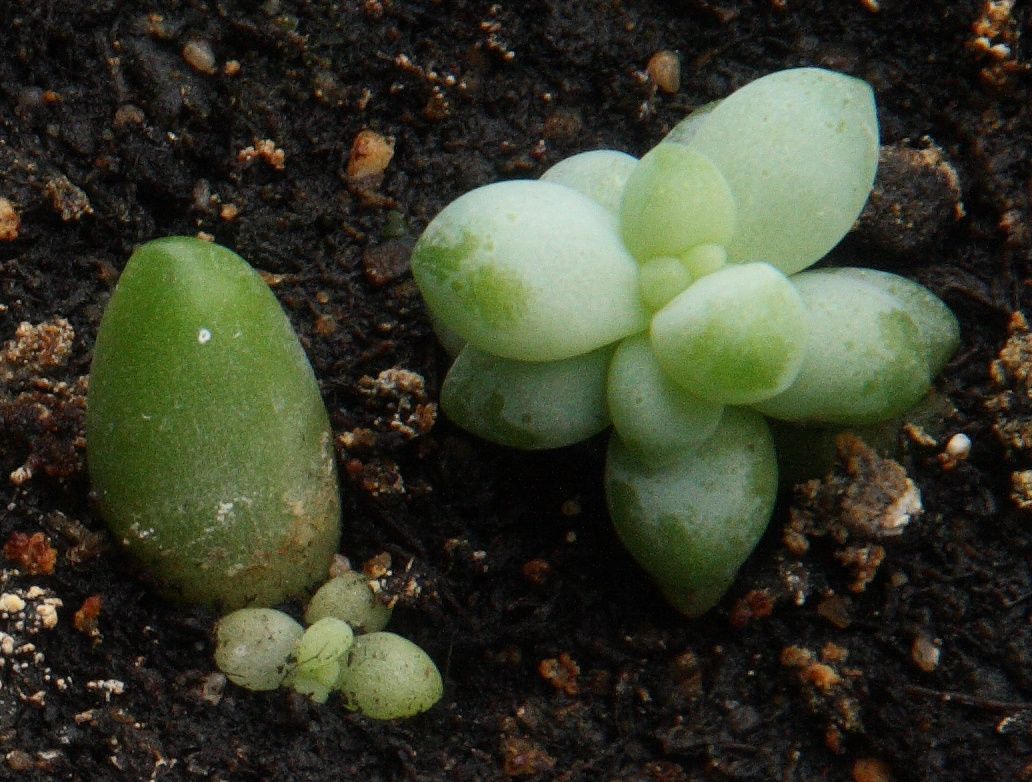
Schlangen-Fetthenne (Sedum morganianum 'Burrito'): Blattsteckling mit frischem Austrieb (links), Kopfsteckling (rechts)

Ein Blattsteckling besteht aus einem Blatt mit oder ohne Stiel. Nur bestimmte Pflanzenarten lassen sich durch Blattstecklinge vermehren, darunter sind aber auch Pflanzenarten, die sich nicht durch Kopf- oder Stammstecklinge vermehren lassen. Blattstecklinge sind mitunter sehr weich und entsprechend anfällig für Fäulnis. Das Anwachsverhalten variiert je nach Pflanzenart stark. Von einer Mutterpflanze kann in der Regel eine sehr große Zahl an Blattstecklingen gewonnen werden.
Geeignet für die Vermehrung durch Blattstecklinge sind z. B. Usambaraveilchen, Drehfrucht, Peperomien, Geldbaum und Mauerpfeffer.

### Blattteilsteckling
Ein Blattteilsteckling besteht aus einem Teil eines Blattes. Nur wenige Pflanzenarten lassen sich durch Blattteilstecklinge vermehren, darunter sind aber auch Pflanzenarten, die sich nicht durch Kopf- oder Stammstecklinge und in einigen Fällen auch nur schlecht durch komplette Blattstecklinge vermehren lassen. Blattteilstecklinge sind mitunter sehr weich und entsprechend anfällig für Fäulnis. Das Anwachsverhalten variiert je nach Pflanzenart stark. Von einer Mutterpflanze kann in der Regel eine sehr große Zahl an Blattteilstecklingen gewonnen werden.
Geeignet für die Vermehrung durch Blattteilstecklinge sind z. B. Blatt-Begonien und Bogenhanf.

### Steckholz

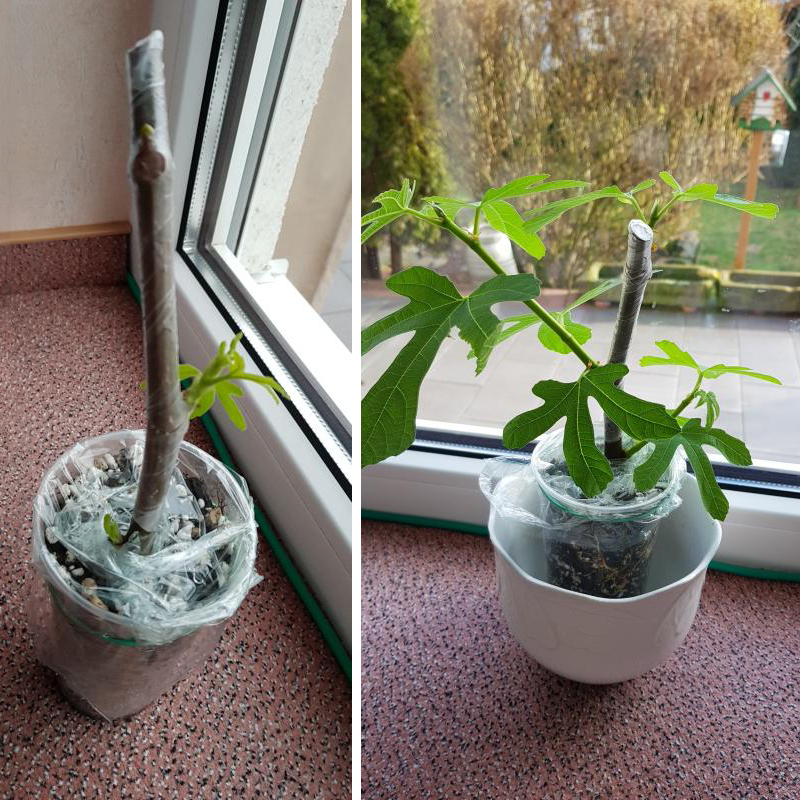
Steckholz der Feigensorte Ronde de Bordeaux 24 und 46 Tage nach Eintopfung

Das Steckholz oder der Gehölzsteckling besteht in der Regel aus einer verholzten Rute des zu vermehrenden Gehölzes. Die so genannten Steckholzruten werden von den Mutterpflanzen nach Eintritt der Holzreife und Laubabwurf in der Vegetationspause von November bis Februar geschnitten. Zur Steckholzgewinnung werden einjährige Ruten verwendet; Ausnahme sind Platanen, bei denen auch ein Ansatz von zweijährigem Holz am Steckholz gegeben sein muss. Nach dem Schnitt werden die Ruten in ca. 15 bis 20 cm lange Stücke geschnitten, am unteren Ende knapp meist schräg unterhalb einer Knospe, am oberen Ende circa 1 bis 2 cm oberhalb einer Knospe. Gebündelt werden die Steckhölzer senkrecht in feuchtem Sand eingeschlagen über den Winter frostfrei gelagert. Im Frühjahr werden die Steckhölzer dann einzeln so in den Boden gesteckt, dass je nach Art und Verwendungszweck die oberste oder die obersten Knospen sich oberhalb des Bodens befinden. Im Laufe des Jahres müssen sie feucht gehalten werden. Im darauffolgenden Frühling können die Steckhölzer mit Bewurzelung ausgegraben und dann mit eingekürztem Trieb (Pflanzschnitt) an der gewünschten Stelle eingepflanzt werden. Im Jahr des Steckens bilden sich am Steckholz artabhängig Triebe von 10 bis 120 cm.
Geeignete einheimische Gehölze für die Vermehrung durch Steckhölzer sind beispielsweise Besenginster, Feige, Goldregen, Heckenkirsche, Holunder, Pappeln, Pfaffenhütchen, Sanddorn, Weiden oder Weißdorn.

### Wurzelsteckling
Der Wurzelsteckling oder Wurzelschnittling besteht aus einem Wurzelstück ohne Stängel, Blätter oder Triebspitzen. Nur wenige Pflanzenarten lassen sich durch Wurzelstecklinge vermehren, darunter sind aber auch Pflanzenarten, die sich nicht durch andere Stecklinge vermehren lassen. Das Anwachsverhalten variiert je nach Pflanzenart stark. Von einer Mutterpflanze kann in der Regel eine sehr große Zahl an Wurzelstecklingen gewonnen werden.
Geeignet für die Vermehrung durch Wurzelstecklinge ist z. B. die Kugel-Primel.

## Ablauf der Vermehrung
Mutterpflanzen (Pflanzen zur Gewinnung der Stecklinge) sollten gesund, schädlingsfrei, in gutem Ernährungszustand und wüchsig sein. Blühende und in der Fruchtbildung befindliche Pflanzen sind zur Stecklingsgewinnung nicht so gut geeignet wie Pflanzen in vegetativer Wachstumsphase. Zur Stecklingsvermehrung von Topfpflanzen sind meist Temperaturen zwischen 18 und 22 Grad Celsius erforderlich. Die Stecklinge sollten nach dem Einpflanzen nicht kälter stehen als die Mutterpflanzen, sonst drohen Fäulnis oder zumindest verzögertes Anwachsen.
Bei Kopf- und Stammstecklingen sind zu weiche und zu stark verholzte Stecklinge nach Möglichkeit zu vermeiden. Zum Schneiden ist ein scharfes, möglichst desinfiziertes Messer zu verwenden, keine Schere, um Quetschungen zu verhindern. Bei entsprechend dicken Stämmen ist jedoch der Einsatz einer Säge unvermeidlich, wobei ein Sägeblatt mit feiner Zahnteilung (z. B. Metallsägeblatt) eingesetzt werden sollte, um ein Ausreißen von Fasern aus dem Stamm zu vermeiden. Der Schnitt sollte knapp unterhalb eines Nodiums (= Stängelknoten am Blattansatz) erfolgen, da sich die neuen Wurzeln aus dem Nodium heraus bilden, sofern keine Luftwurzeln am Steckling vorhanden sind, die in der Erde weiter wachsen. Bis auf wenige Ausnahmen wie etwa Sumpfpflanzen sollte der Steckling vor dem Einpflanzen einige Stunden mit der Schnittstelle nach oben gelagert werden, damit die Schnittstelle austrocknet und dadurch weniger durch Infektionen gefährdet ist. Stecklinge von Kakteen und vielen Sukkulenten werden so bis zu mehreren Tagen oder gar Wochen gelagert, bevor sie eingepflanzt werden. Bei Wolfsmilchgewächsen, Maulbeergewächsen und Hundsgiftgewächsen muss der nach dem Schnitt austretende Milchsaft mit lauwarmem Wasser abgewaschen werden, bevor er aushärtet. Die Bewurzelung von Stecklingen in Wasser funktioniert zwar in vielen Fällen vor allem bei feuchtigkeitsliebenden Pflanzen. Beim Einpflanzen in Erde besteht jedoch die Gefahr der Beschädigung der Wurzeln. Einige Pflanzen vertragen die Umstellung von Wasser auf Erde generell nicht gut. In den weitaus meisten Fällen können die Stecklinge gleich in Erde gepflanzt werden. Die Bewurzelung in Wasser bietet sich an, wenn die Pflanze später in Hydrokultur gehalten werden soll.
Um Austrocknung und Verdunstungsstress zu vermeiden, ist es notwendig, die relative Luftfeuchte hoch zu halten (ca. 90 %). Um dies zu ermöglichen, ist die Stecklingsvermehrung unter Gewächshausbedingungen ratsam. Im einfachsten Fall werden diese Bedingungen durch eine durchsichtige Folie, die über den Topf mit dem Steckling gezogen wird, erfüllt. Verdunstungsstress, Infektionen durch Pilze und Bakterien, Lichtmangel, zu hohe Lichteinstrahlung (Südfenster, Sommer- und Mittags-Sonne), zu hohe wie zu niedrige oder zu sehr schwankende Temperaturen behindern die Wurzelbildung. Daher ist zugleich für eine hohe Luftfeuchtigkeit wie auch gute Lichtverhältnisse und Belüftung gegen Fäulnis und Pilzbefall sowie eine richtig eingestellte und konstante Temperatur zu sorgen. Als Kultursubstrat wird eine lockere und nährstoffarme Blumenerde wie etwa Anzuchterde verwendet. Mitunter wird alternativ eine Universalblumenerde mit Sand gestreckt.
Insbesondere Kopfstecklinge von Pflanzenarten, deren Stecklinge sehr leicht anwachsen, benötigen meist weniger Aufwand. Feuchte, aber nicht nasse Erde und mehrmals tägliches Ansprühen mit der Nebelspritze reichen für das Anwachsen oftmals aus. Diese Stecklinge wachsen in der Regel in Universalblumenerde an, die für weniger feuchtigkeitsliebende Pflanzen lediglich mit Sand zur Verbesserung der Drainage gestreckt wird. Dadurch ergibt sich die Möglichkeit, die Stecklinge gleich in die für die Pflanzen vorgesehenen Gefäße zu stecken.
Stecklinge von Kakteen und vielen Sukkulenten benötigen keine hohe Luftfeuchtigkeit. Sie können darin sogar verfaulen. Diese Stecklinge werden in normaler Umgebungsluft gehalten und allenfalls einmal täglich mit der Nebelspritze befeuchtet. Die Erde wird ebenfalls trocken gehalten, bis die Stecklinge Wuchs zeigen. Als Kultursubstrate werden spezielle Kakteenerde oder ein Gemisch aus ca. 50 Prozent Universalblumenerde ohne sehr grobe Bestandteile und ca. 50 Prozent Sand mit wenig bindigen Bestandteilen verwendet.

## Gartenbau

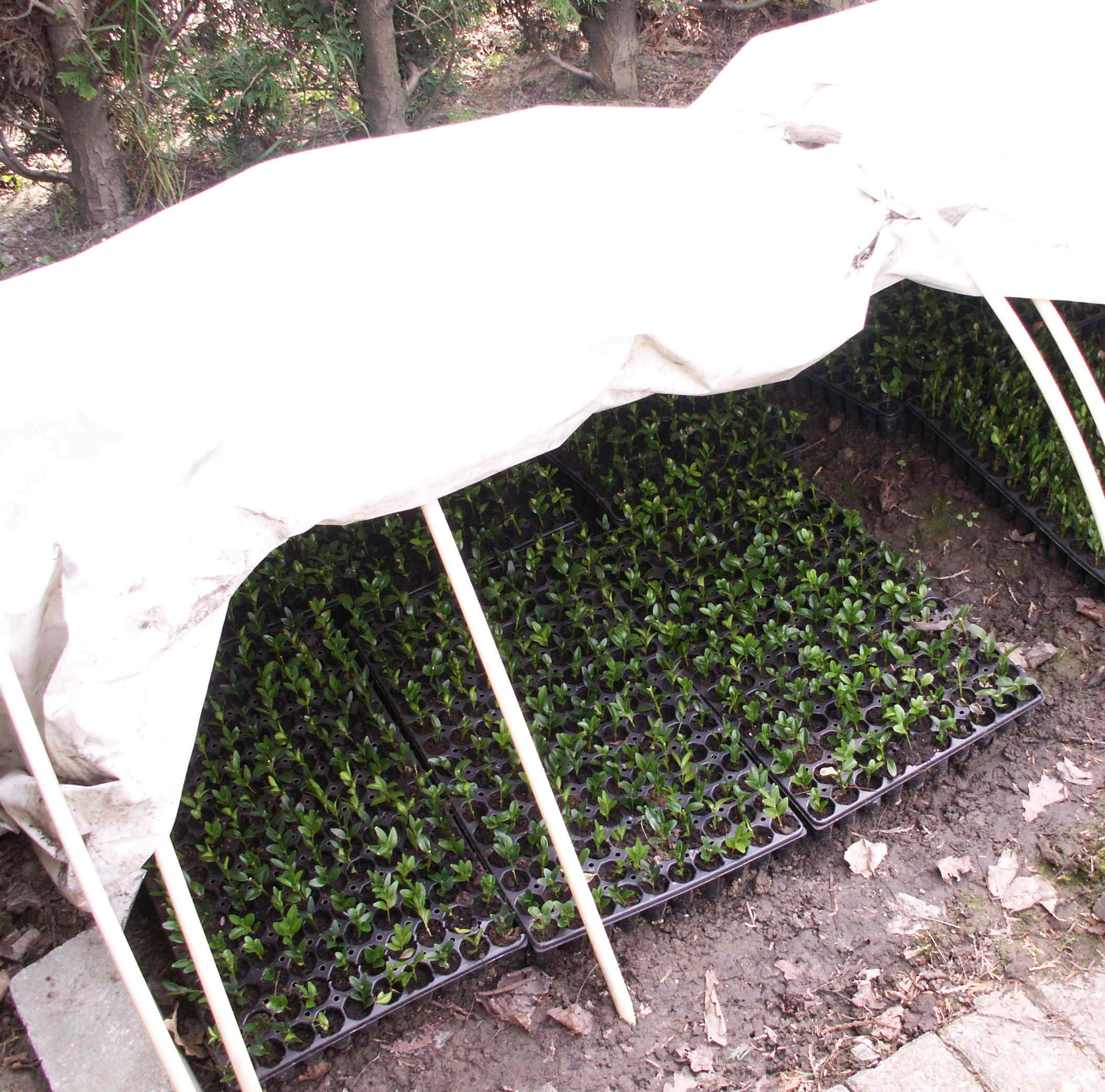
Freiland-Folientunnel über Stecklingen des Gewöhnlichen Buchsbaums

Im professionellen Gartenbau sind bei Vermehrungsbeeten Folientunnel, automatische Sprühnebelanlagen sowie Unter-Tischheizung üblich.
Bei der unüberschaubaren Vielzahl der durch Stecklinge vermehrbaren Pflanzen lassen sich nur diese „Faustregeln“ nennen. Allgemein gilt:
Je besser die optimalen Lebensbedingungen, Wachstumsweise und Wachstumszyklen der zu vermehrenden Pflanze bekannt sind, und je besser diese bei der Vermehrung berücksichtigt werden, desto besser dürften die Erfolge bei der Vermehrung sein.

## Hilfsstoffe
Zur Förderung der Bewurzelung von Stecklingen hat sich die Anwendung von Bewurzelungsförderern (Wuchsstoffen) wie den Auxinen 1-Naphthylessigsäure (NAA), Naphthylbuttersäure, 4-(Indol-3-yl)buttersäure (IBA) und Indol-3-essigsäure (IES, IAA) bewährt. Allerdings sind im Moment in Deutschland kaum noch Produkte dieser Art zu kaufen, weil die Zulassungen ausgelaufen sind und nicht verlängert wurden (so z. B. bei Wurzelfix und Rhizopon). Ein noch im Handel befindliches, allerdings in Deutschland nicht zugelassenes Produkt ist beispielsweise Clonex.
Als Ersatz für industrielle Produkte werden von Fachjournalisten einfache Hausmittel empfohlen. So sollen Kartoffelknollen, Trockenhefe oder ein Sud aus jungen Weidenzweigen („Weidenwasser“) die oben genannten Wachstumshormone enthalten. Apfelessig, Zimt, Honig, oder Aspirin werden als Fungizide und Antimikrobiotika angeboten, um die Pflanze vor Infektionen zu schützen.